# 岡山県道45号岡山玉野線
岡山県道45号岡山玉野線（おかやまけんどう45ごう おかやま たまのせん）は、岡山県岡山市中区と玉野市を結ぶ県道（主要地方道）である。
岡山市中区と南区を結ぶ岡南大橋も本路線の支線にあたる。

## 概要

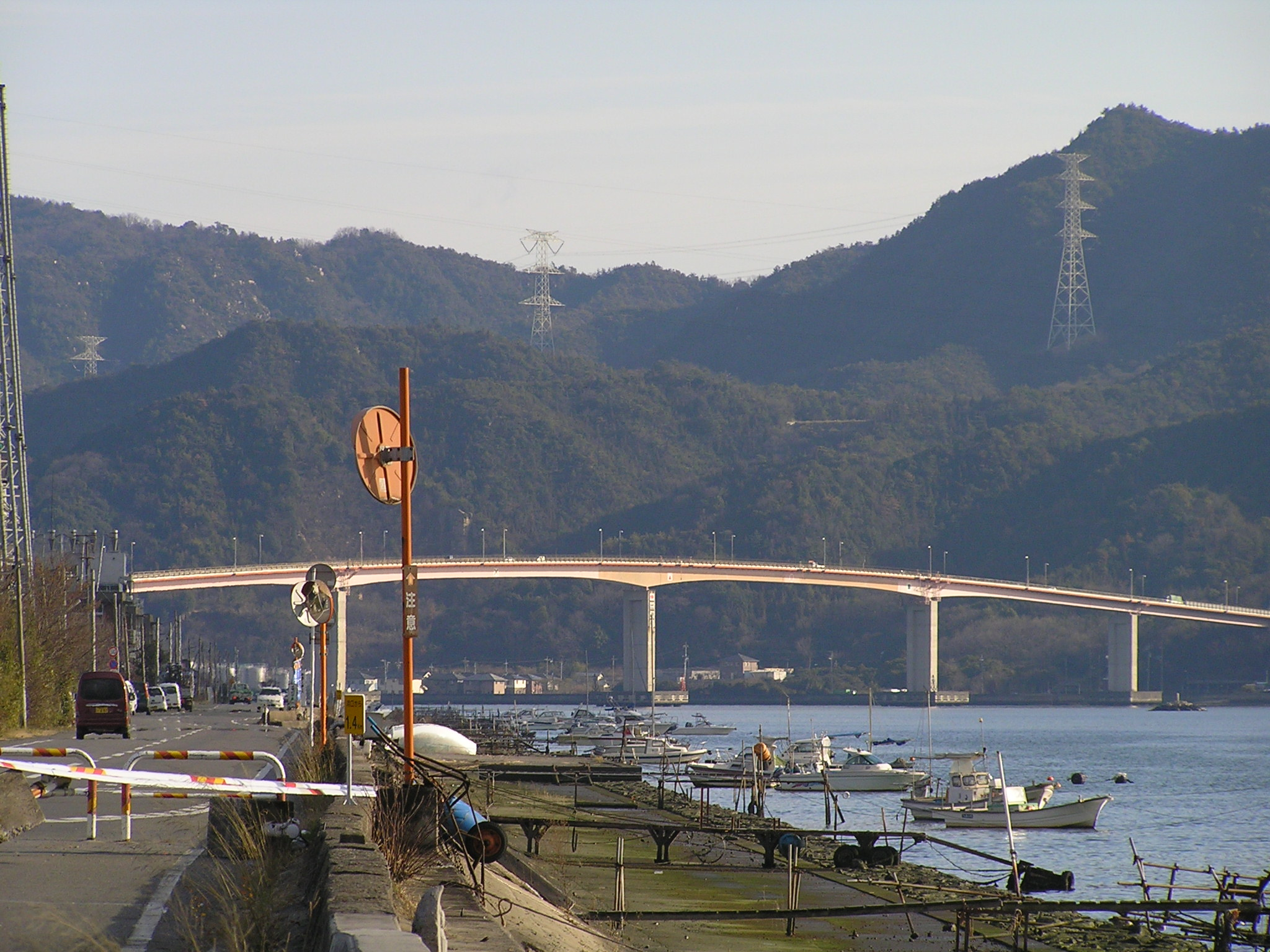
児島湾大橋（岡南大橋から撮影）

岡山市中心部から旭川の左岸を南下し、河口付近から児島湾を児島湾大橋で越えたのち、児島湾・児島湖の南岸を進み、玉野市八浜から尾坂トンネルで児島半島を抜けて玉野市街へと至る道路。国道30号とならび、岡山市と児島半島・玉野市を結ぶ幹線道路のひとつである。
起点から桜橋との合流点までは片側2車線、そこから新岡山港までは片側3車線で、直線区間が多い。児島湾大橋以南は片側1車線。起点から国道2号（岡山バイパス）までは国道2号備前市方面へ向かう車が、児島半島側の郡交差点以南は締切堤防道路を旭川右岸へ渡る車が合流するため交通量が多い。
国道2号以北は沿道に商店・住宅が多いが、以南は田園も多く残る。児島半島側は平地が少なく、狭い場所に住宅が密集している。また、高い場所を通る児島湾大橋や児島湖沿いを通る八浜付近は眺めもよい。

### 路線データ
- 起点： 岡山県岡山市中区門田屋敷一丁目（国道250号交点）
- 終点： 岡山県玉野市田井四丁目（尾坂峠南口交差点、岡山県道22号倉敷玉野線交点）
- 実延長： 23.9 km [1]
- 管理者： 岡山市（岡山市区間）、岡山県備前県民局（玉野市区間）

### 支線
支線は、旭川を岡南大橋でわたり両岸を東西に結ぶ延長約 2.4 km の道路。旧岡南大橋有料道路。起点の中区江並で本線と接続している。旭川の最も河口寄りを渡る。南区側の橋のたもとには岡山港周辺の工場群があるため、朝の西行きと夕方の東行きの交通量が多い。
路線データ
- 起点： 岡山県岡山市中区江並（県道45号本線 交点）
- 終点： 岡山県岡山市南区築港元町
- 延長： 2.4 km

## 歴史
- 1993年（平成5年）5月11日 - 建設省から、県道岡山玉野線が岡山玉野線として主要地方道に指定される[2]。

## 道路状況

### 別名
- 産業道路（岡山市）

### 重複区間
- 岡山県道405号山田槌ヶ原線（玉野市八浜町八浜）

### 主な構造物
児島湾大橋 （こじまわんおおはし）
岡山市中区新築港 - 同市南区飽浦。延長 931 m、幅 10.5 m 。
尾坂トンネル （おさかトンネル）
玉野市八浜町八浜 - 同市田井。延長 1,088 m 。

## 地理

### 通過する自治体
- 岡山市（中区 - 南区）
- 玉野市

### 交差する道路
| 交差する道路                                                                                    | 市町村名 | 市町村名 | 交差する場所   | 交差する場所            |
| ----------------------------------------------------------------------------------------------- | -------- | -------- | -------------- | ----------------------- |
| 国道250号 岡山県道28号岡山牛窓線                                                                | 岡山市   | 中区     | 門田屋敷1丁目  | 門田屋敷交差点 / 起点   |
| 岡山市道301000204号十日市中町平井線 / 都市計画道路下中野平井線未供用                            | 岡山市   | 中区     | 平井1丁目      |                         |
| 国道2号 / 岡山バイパス                                                                          | 岡山市   | 中区     | 倉田           | 倉田交差点              |
| 岡山県道215号江崎金岡線                                                                         | 岡山市   | 中区     | 江崎           | 江崎交差点              |
| 岡山県道45号岡山玉野線 / 支線 / 岡山環状道路 岡山市道301000209号江並升田線 / 岡山環状道路未供用 | 岡山市   | 中区     | 江並           |                         |
| 岡山県道74号倉敷飽浦線 岡山県道399号金甲山線                                                    | 岡山市   | 南区     | 飽浦（あくら） | 飽浦交差点              |
| 岡山市道101000100号郡1号線                                                                      | 岡山市   | 南区     | 郡             | 郡交差点                |
| 岡山県道405号山田槌ヶ原線 重複区間起点                                                          | 玉野市   | 玉野市   | 八浜町八浜     | 八浜交差点              |
| 岡山県道405号山田槌ヶ原線 重複区間終点                                                          | 玉野市   | 玉野市   | 八浜町八浜     |                         |
| 岡山県道22号倉敷玉野線 岡山県道74号倉敷飽浦線 重複                                              | 玉野市   | 玉野市   | 田井4丁目      | 尾坂峠南口交差点 / 終点 |
| 支線（旧岡南大橋有料道路）                                                                      |          |          |                |                         |
| 岡山県道45号岡山玉野線 / 現道 岡山市道301000209号江並升田線 / 岡山環状道路未供用                | 岡山市   | 中区     | 江並           | 支線起点                |
| 岡山県道40号岡山港線                                                                            | 岡山市   | 南区     | 築港元町       |                         |
| 岡山市道101000118号築港元町1号線 岡山市道301000159号築港元町築港栄町線 / 岡山環状道路           | 岡山市   | 南区     | 築港元町       | 支線終点                |

### 沿線にある施設など
- 岡山ふれあいセンター
- 新岡山港
- 岡山港